# アナト・フォート

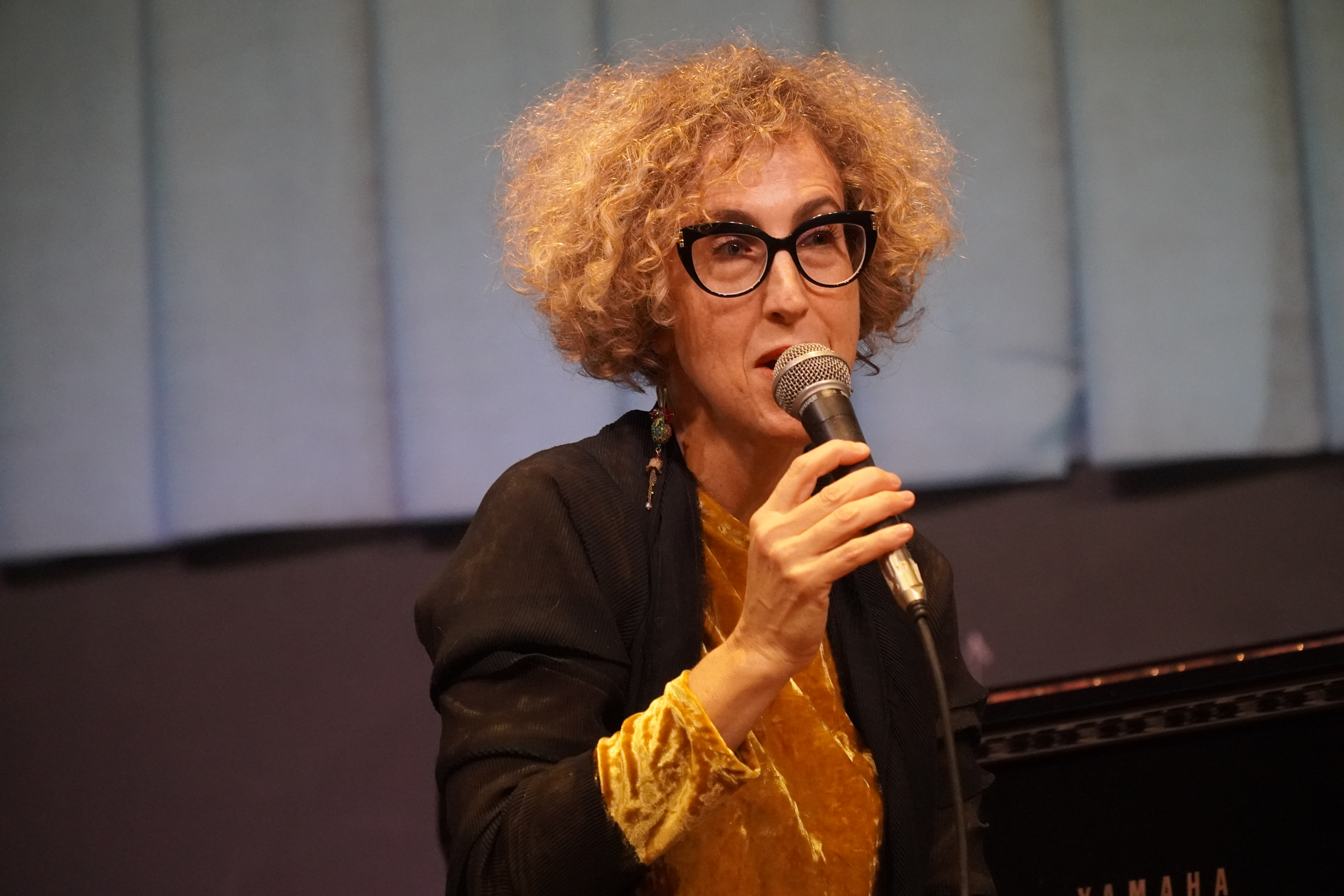
アナト・フォート

アナト・フォート（ヘブライ語: ענת פורט 英: Anat Fort、1970年3月8日 ‐ ）は、イスラエル人ジャズ・ピアニスト、作曲家。
ヨーロッパや米国で音楽活動を行い、数々のアルバムを発表している。

## 経歴
テルアビブ近郊で生まれ、米国ニュージャージー州のウィリアム・パターソン大学で音楽（ジャズ・プログラムで即興）について学んだ。 
1996年、ニューヨークに移り、ハロルド・セレッツキーに作曲を学び、ピアニストのポール・ブレイの指導を受け、即興演奏の研鑽を積んだ。1999年にセルフ・プロデュースのデビュー・アルバム『Peel』を発表した。 
2007年、ドラマーにポール・モチアンを迎えたアルバム『ア・ロング・ストーリー』をECMレコードから発表。2010年には、フォートが参加するグループ「アナト・フォート・トリオ」として初のアルバム『And If』を同じくECMレコードから発表した。

## ディスコグラフィ
- Peel (1999年、Orchard)
- 『ア・ロング・ストーリー』 - A Long Story (2007年、ECM)
- And If (2010年、ECM)
- Birdwatching (2016年、ECM) ※with アナト・フォート・トリオ featuring ジャンルイージ・トロヴェシ
- Bubbles (2019年、Hypnote) ※with リーヴェン・ヴェンケン、ルネ・ハート
- Colour (2019年、Sunnyside) ※with アナト・フォート・トリオ
- The Berlin Sessions (2023年、Sunnyside) ※with アナト・フォート・トリオ